# Geografia de Sud-àfrica

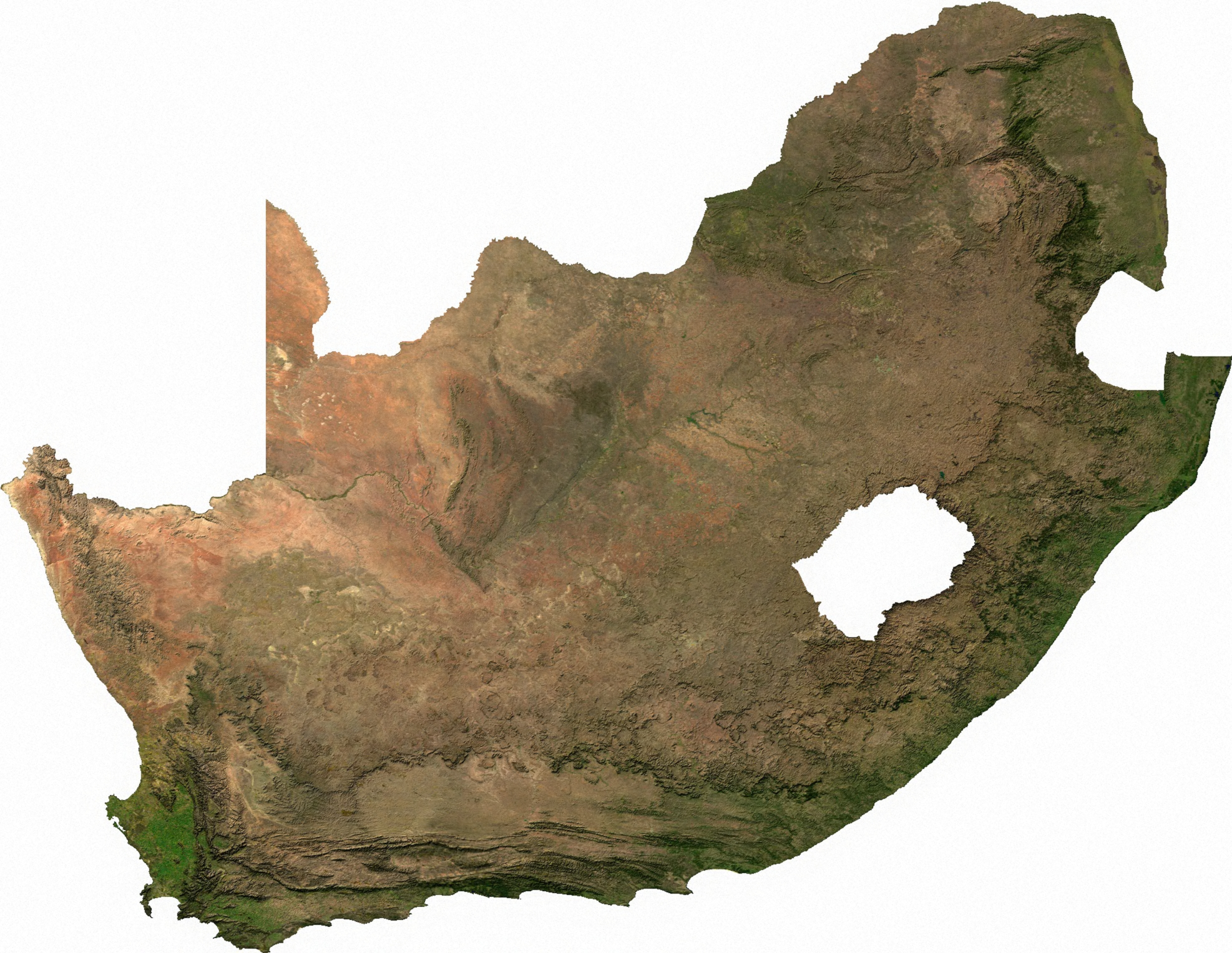
Imatge de satèl·lit de Sud-àfrica.

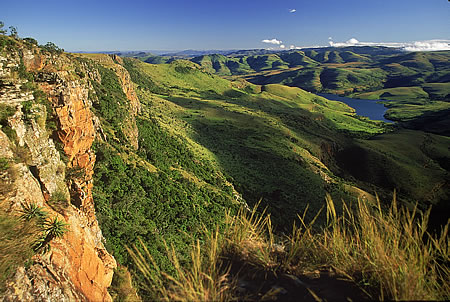
Les muntanyes Drakensberg, el punt més alt de Sud-àfrica.

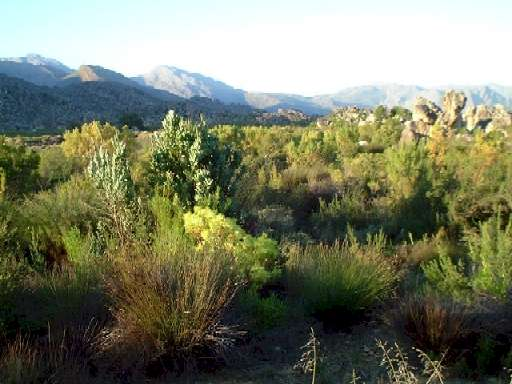
Fynbos, una regió florística endèmica de Sud-àfrica.

Amb una superfície d'1.219.912 quilòmetres quadrats, Sud-àfrica és el 25è estat més gran del món. El país es troba a la regió més meridional del continent africà, sent el cap Agulhas el punt més meridional del país, i d'Àfrica.
Limita al nord amb Botswana i Zimbàbue, i al nord-est i a l'est amb Moçambic i Swazilàndia, mentre que Lesotho, un petit país independent, és un enclavament dins la regió oriental del país. El país es troba envoltat pels oceans Atlàntic i Índic. A més, pertanyen a la República de Sud-àfrica les illes subantàrtiques del Príncep Eduard, situades 1.900 km al sud de Ciutat del Cap. Les costes sud-africanes s'estenen al llarg de més de 2.500 km.
Sud-àfrica ocupa l'extrem sud d'Àfrica, i posseeix una costa que s'estén més de 2.945 quilòmetres (1.553 milles) de la frontera amb el desert de Namíbia a l'Atlàntic (oest) cap al sud, al voltant de la punta d'Àfrica i després cap al nord fins a la frontera amb Moçambic a l'oceà Índic. La zona de baixa altitud propera a la costa és estreta en gran part, però dona pas a una muntanya escarpada (Gran Penya-segat) que separa la costa des de l'altiplà interior. En alguns llocs, especialment a la província de KwaZulu-Natal, a l'est, una distància major separa la costa de les zones muntanyenques. Encara que la major part del país es classifica com semiàrid, té una considerable variació quant a clima i topografia.
Sud-àfrica se situa en el Tròpic de Capricorn fins al Cap Agulhas, a 33 graus sud.

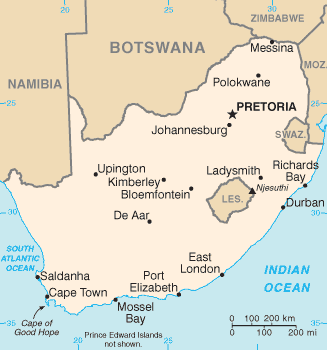
Mapa de Sud-àfrica.

Per això, el país està posicionat en una zona de clima meridional i gran part de la seva superfície està sobre altiplans de més de 1.200 m d'altura. Per exemple, Johannesburg, situat a sobre de l'altiplà, està proper als 1.800 m i presenta un clima assolellat i fresc.
Les costes, on abunden platges de sorres daurades i blanques, està envoltada de boscos a la zona oriental i deserts a l'oest. El subcontinent presenta un collaret d'illots rocosos que arriben fins als límits de l'Antàrtida.
Aquest país, dividida en nou províncies, ocupa una àrea d'1.221.050 km² el que representa una superfície major que Alemanya, França, Itàlia, Bèlgica i Holanda junts.
A causa de l'extensió del país, el clima és molt variable en funció de les zones climàtiques. Al sud i a les zones altes, el clima és temperat, mentre que al nord-oest el clima és subtropical i a la part occidental del país és semiàrid. La mitjana anual de precipitacions és de 464 mm.
Els rius principals són el riu Orange, que desemboca a l'oceà Atlàntic; el riu Vaal, el seu principal afluent, i el Limpopo, que desemboca a l'oceà Índic, neix a prop de Johannesburg i després marca pel nord la frontera amb Botswana i Zimbàbue.
El punt més meridional del país i, per tant, del continent africà, és el cap Agulhas.

## Relleu
Quant al relleu, Sud-àfrica té una topografia variada. A la regió central s'hi troba el desert de Kalahari, envoltat per l'altiplà interior conegut com el Highveld, l'altitud del qual varia entre els 1.500 i 2.400 m. La regió de la costa és estreta, donant pas a un escarpament muntanyenc, conegut com el Gran Escarpament, que separa la costa de la plana interna. Tot i que el país es classifica com a semiàrid, atesa la varietat topogràfica, gaudeix d'una gran varietat de climes i ecosistemes, i és un dels països megadiversos del món. El Mafadi, amb 3.450 metres, a la serralada Drakensberg és el cim més elevat del país.

## Hidrografia
Els rius més importants són: el riu Orange, que neix a Lesotho i drena la major part del territori abans de desguassar a l'Atlàntic. Constitueix, en el trajecte interior, el límit natural i polític amb Namíbia. El seu principal afluent és el Vaal. Al nord de la serralada de Witwatersrand, discorre el Limpopo, que neix a Veld, i abans de desguassar a l'oceà Índic marca la frontera amb Botswana i Zimbàbue. El seu principal afluent és el riu Olifants.

## Clima
Sud-àfrica té majoritàriament un clima temperat perquè es troba envoltat pels oceans Atlàntic i Índic en tres dels quatre costats,. costats, per la seva ubicació en la zona més suau climàticament de l'hemisferi sud i per tenir una elevació mitjana en progressió constant cap al nord i l'interior. A causa d'aquesta topografia variada i la influència oceànica existeixen una gran varietat de zones climàtiques. Els hiverns es produeixen entre juny i agost.
Les zones climàtiques varien des de l'extrem clima desèrtic que té lloc a la zona fronterera amb Namíbia, fins al clima subtropical que té lloc al llarg de la frontera amb Moçambic i l'Oceà Índic. Tot i que Sud-àfrica és considerat com a semiàrid, hi ha una variació considerable en el clima depenent de la topografia.
L'extrem sud-oest té un clima molt similar al mediterrani, amb hiverns humits i estius calorosos i secs. Aquesta zona produeix la major part del vi a Sud-àfrica. És una regió en què el vent bufa gairebé tot l'any, cosa que convertia el pas pel Cap de Bona Esperança una travessia molt perillosa pels mariners i vaixells i provocant nombrosos naufragis. Més cap a l'est, a la costa sud, les pluges es distribueixen de manera més uniforme durant tot l'any, donant lloc a un paisatge en què predomina el verd. Aquesta zona és coneguda popularment com a Garden Route (Ruta dels jardins).
L'Estat Lliure és bàsicament pla, ja que es troba en un altiplà. Al nord del riu Vaal el Highveld és una zona amb notable precipitació i on no es pateixen les condicions extremes de calor subtropical. La ciutat de Johannesburg es troba al centre d'aquestes terres altes, a 1.740 m, amb una precipitació anual de 760 mm i uns hiverns freds, però en què la neu és escassa.
L'indret més fred de Sud-àfrica és Sutherland a l'oest de les muntanyes Roggeveld, amb una mitjana diaria d'11,3 °C i una mitjana de les mínimes de 2,8º Amb tot, la temperatura més baixa registrada a Sud-àfrica fou a Buffelsfontein, amb -18,5 °C. A l'interior del país s'han registrat les temperatures més elevades, amb 51,7 °C el 1948 a la Província del Cap Septentrional, prop d'Upington.
| Taula Climàtica de Ciutat del Cap                                          |     |     |     |     |     |     |     |     |     |     |     |     |     |
|                                                                            | Gen | Feb | Mar | Abr | Mai | Jun | Jul | Ago | Set | Oct | Nov | Des | Any |
| Temperatura màxima registrada (°C)                                         | 39  | 38  | 41  | 39  | 34  | 30  | 29  | 32  | 33  | 37  | 40  | 35  | 41  |
| Temperatura diürna màxima mitjana (°C)                                     | 26  | 27  | 25  | 23  | 20  | 18  | 18  | 18  | 19  | 21  | 24  | 25  | 22  |
| Temperatura diürna mínima mitjana (°C)                                     | 16  | 16  | 14  | 12  | 9   | 8   | 7   | 8   | 9   | 11  | 13  | 15  | 11  |
| Temperatura mínima registrada (°C)                                         | 7   | 6   | 5   | 2   | 1   | -1  | -1  | 0   | 0   | 1   | 4   | 6   | -1  |
| Mitjana de precipitacions mensuals (mm)                                    | 15  | 17  | 20  | 41  | 69  | 93  | 82  | 77  | 40  | 30  | 14  | 17  | 515 |
| Quantitat mitjana de dies plujosos (>= 1 mm)                               | 6   | 5   | 5   | 8   | 11  | 13  | 12  | 14  | 10  | 9   | 5   | 6   | 103 |
| Font: Servei Meteorològic Sud-africà Arxivat 2007-05-31 a Wayback Machine. |     |     |     |     |     |     |     |     |     |     |     |     |     |

## Flora i fauna

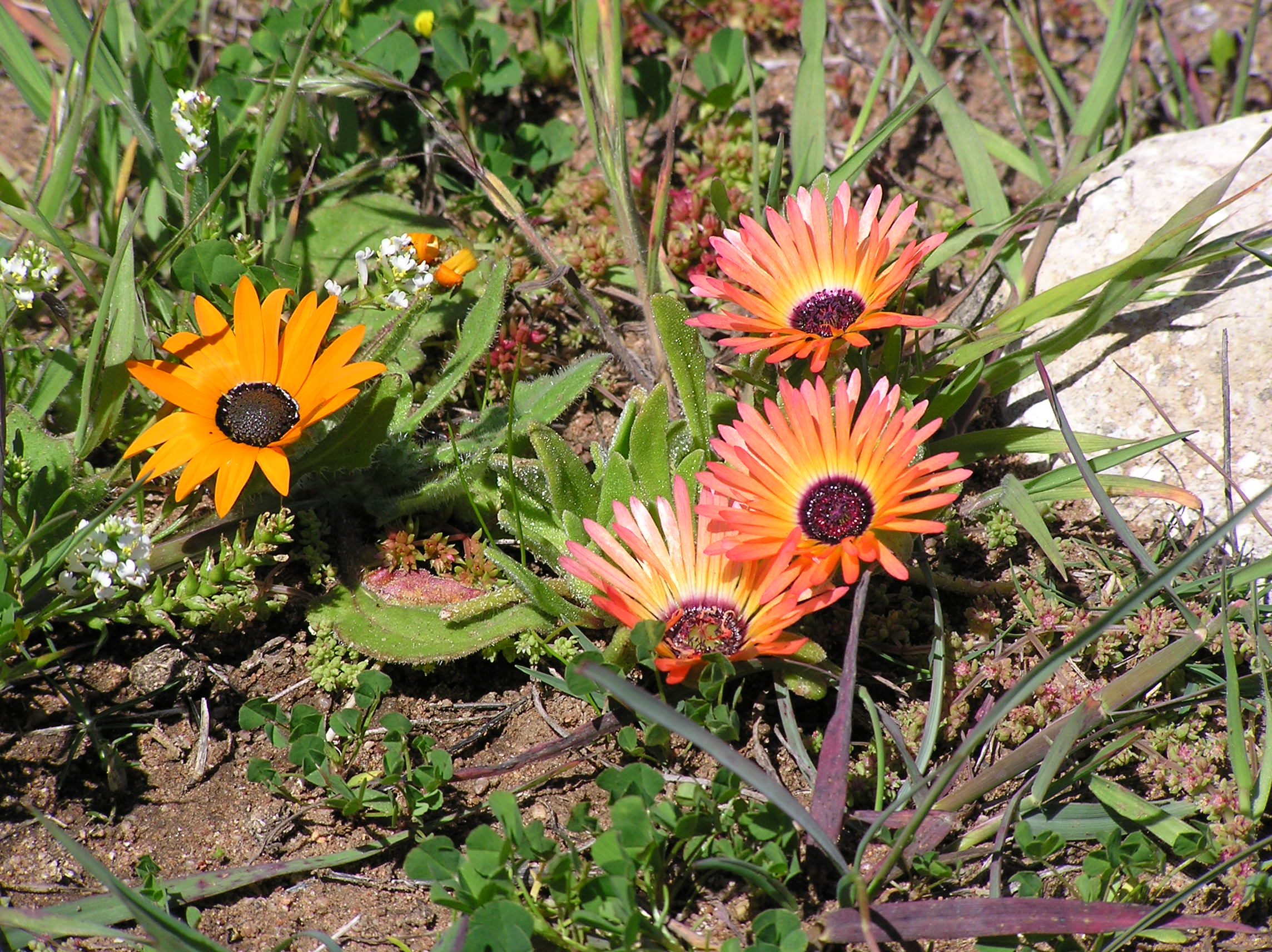
Flor a la primavera, al West Coast National Park, Cap Occidental

Sud-àfrica compta amb més de 20.000 plantes diferents, que representen quasi el 10% de totes les espècies conegudes al món, per la qual cosa és considerada una àrea particularment rica en biodiversitat vegetal.
El bioma prevalent al país és la prat, especialment al Highveld, on la flora predominant són les pastures, els arbusts baixos i les acàcies. La vegetació és més escassa cap al nord-oest, degut a les escasses precipitacions de la zona.
El WWF distingeix quatre ecoregions de praderies de muntanya dins el país:
- Praderia del Highveld
- Praderia montana dels Drakensberg, als Drakensberg, per sota dels 2.500 metres
- Praderia altimontana dels Drakensberg, als Drakensberg, por sobre dels 2.500 metres
- Matollar de Maputaland-Pondoland, a les valls dels contraforts meridionals dels Drakensberg

Les pastures i plantes espinoses de la sabana donen pas progressivament als arbusts de la sabana cap al nord-oest del país, amb un creixement més lent. Hi ha un nombre significatiu de baobabs en aquesta àrea, prop de l'extrem nord del Parc Nacional Kruger.
Al Bushveld hi ha nombrosos hàbitats de mamífers com el lleó, el lleopard, el nyu blau, el kudu, l'impala, la hiena, l'hipopòtam i la girafa. L'hàbitat del Bushveld s'estén de manera significativa cap al nord-est, incloent els territoris que pertanyen al Parc Nacional Kruger i la Reserva Mala Mala, així com la Biosfera de Waterberg, més al nord. El WWF divideix la regió de sabana del nord-est en tres ecoregions: sabana arbrada de mopane del Zambeze, sabana arbrada de l'Àfrica austral i sabana arbrada del Kalahari.
La regió desèrtica del Karoo, a l'oest del país, es divideix en tres ecoregions: el Karoo suculent, prop de la costa; el Karoo nama, a l'interior (Namaqualand), on existeixen diverses espècies de plantes que emmagatzemen aigua, com ara els aloes i eufòrbies; i més al nord la sabana xeròfil·la del Kalahari.

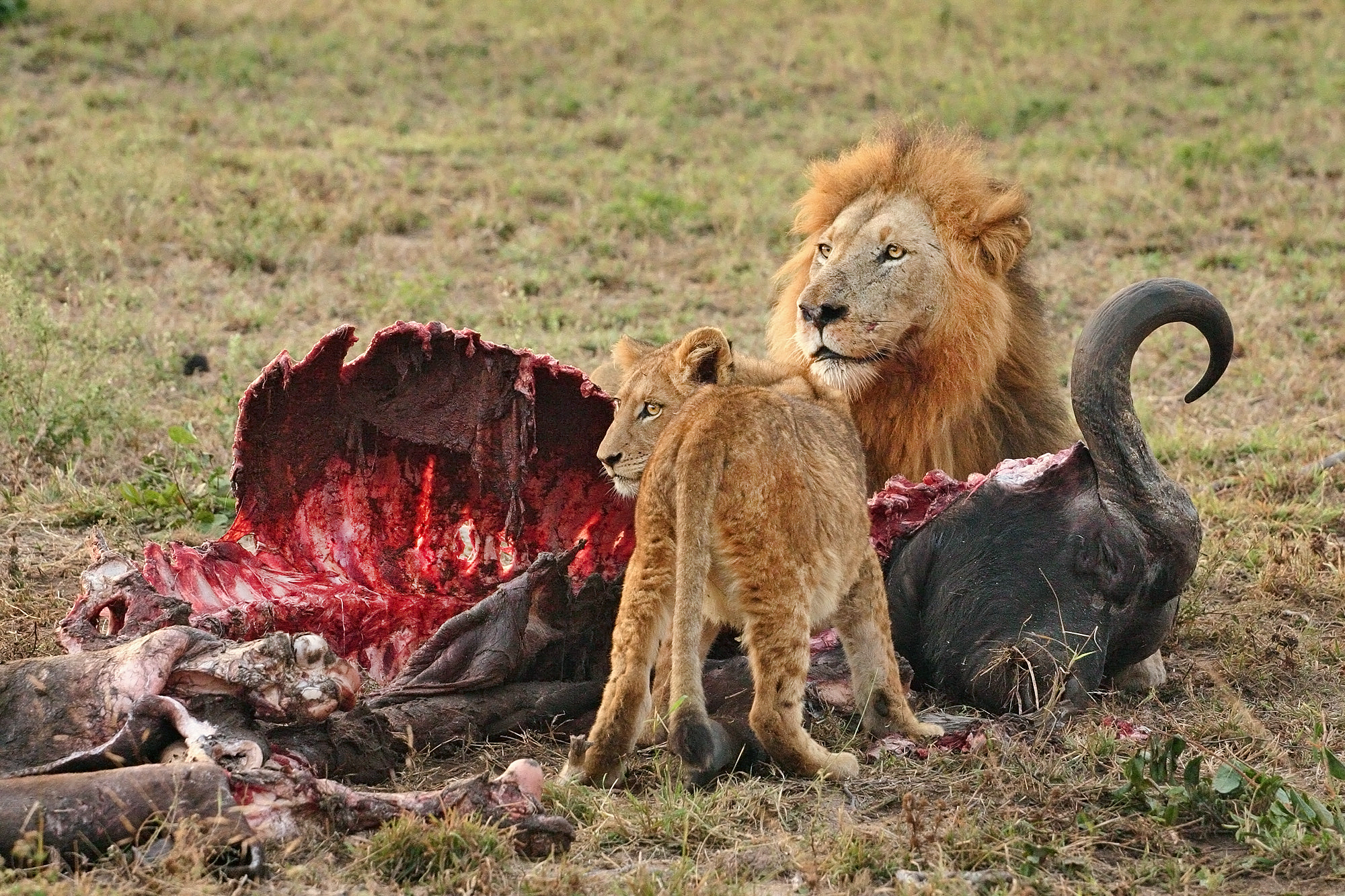
Lleó africà

El bioma mediterrani del fynbos, una de les sis regions florístiques, es troba en una petita regió de la Cap Occidental i consta de més de 9.000 d'aquestes espècies, cosa que la converteix en una de les regions més riques del món quant a biodiversitat. La major part de les plantes són perennes i de fulles dures amb fulles fines com agulles, com ara les plantes esclerofil·les. Una altra planta exclusiva de Sud-àfrica és el gènere de les proteas, de les quals existeixen al voltant de 130 espècies diferents en aquest país. El WWF divideix aquesta regió en tres ecoregions: fynbos i renosterveld de terres baixes, fynbos i renosterveld de muntanya i matollar d'Albany.
Si bé Sud-àfrica compta amb una gran quantitat de plantes florals, posseeix pocs boscos. Sols l'1% del país es troba ocupat pel bosc, que es troba exclusivament a la zona costanera humida de l'oceà Índic, a KwaZulu-Natal: la selva mosaic costanera de KwaZulu i El Cap i la selva mosaic costanera de Maputaland i, més al sud, la selva muntana de Knysna i els monts Amatole. Les plantacions d'espècies d'arbres importats són predominants, en particular l'eucaliptus i el pi. Sud-àfrica ha perdut una extensa superfície d'hàbitat natural en las darreres quatre dècades degut a la superpoblació, els patrons descontrolats de desenvolupament i la desforestació del segle xix. Actualment els arbres de fustes nobles, com el Podocarpus latifolius, l'Ocotea bullata i l'Olea laurifolia es troben sota protecció governamental.
A la costa de l'Índic es troben alguns enclavaments de manglar d'Àfrica austral.